# Барриа, Луи Эрнест
Луи Эрнест Барриа (фр. Louis-Ernest Barrias; 13 апреля 1841, Париж— 4 февраля 1905, там же) — французский скульптор.

## Биография
Луи Эрнест Барриа родился 13 апреля 1841 года в Париже. Его отец был художником-керамистом, а старший брат Феликс Барриа — известным художником. Луи Эрнест также начинал как живописец, учился у Леона Конье, но потом занялся скульптурой под руководством Пьера Жюля Кавелье. 
В 1858 году он был принят в Высшую национальную школу изящных искусств в Париже, где его учителем был Франсуа Жуффруа. В 1865 году Барриа выиграл Римскую премию Французской академии и отправился в Рим. 
Барриа принимал участие в оформлении Парижской Оперы и особняка Hôtel de la Païva на Елисейских Полях. Его работы были, в основном, из мрамора, а своим романтическим стилем реалист Барриа обязан Жан-Батисту Карпо.
В 1878 году он стал кавалером ордена Почётного легиона, офицером в 1881 году, и командором в 1900 году. 
В 1900—1903 служил в Совете национальных музеев. Среди его учеников были Шарль Деспио, Анри Бушар, Жюль Руло и Виктор Сегоффен.
Луи-Эрнест Барриа скончался 4 февраля 1905 года в родном городе.

## Галерея

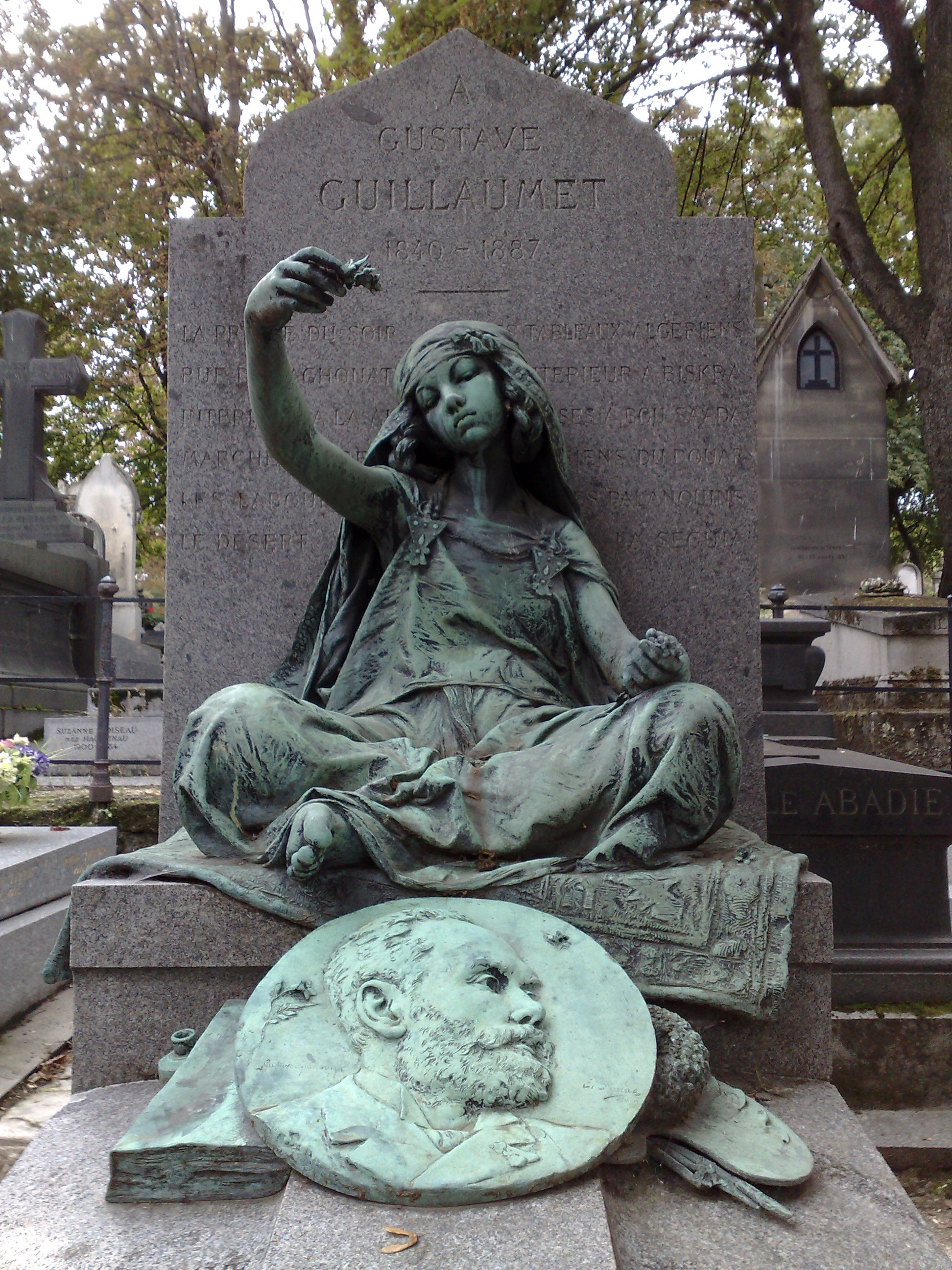
Памятник на могиле художника и писателя Гийоме. Барриа изобразил девушку из Бу-Саада роняющую лепестки на медальон с профилем художника
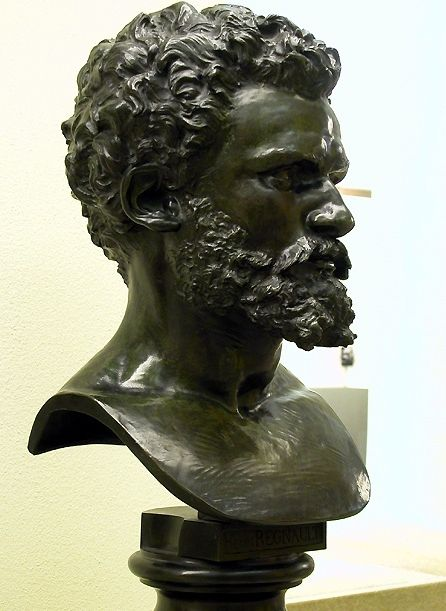
Бюст Анри Реньо
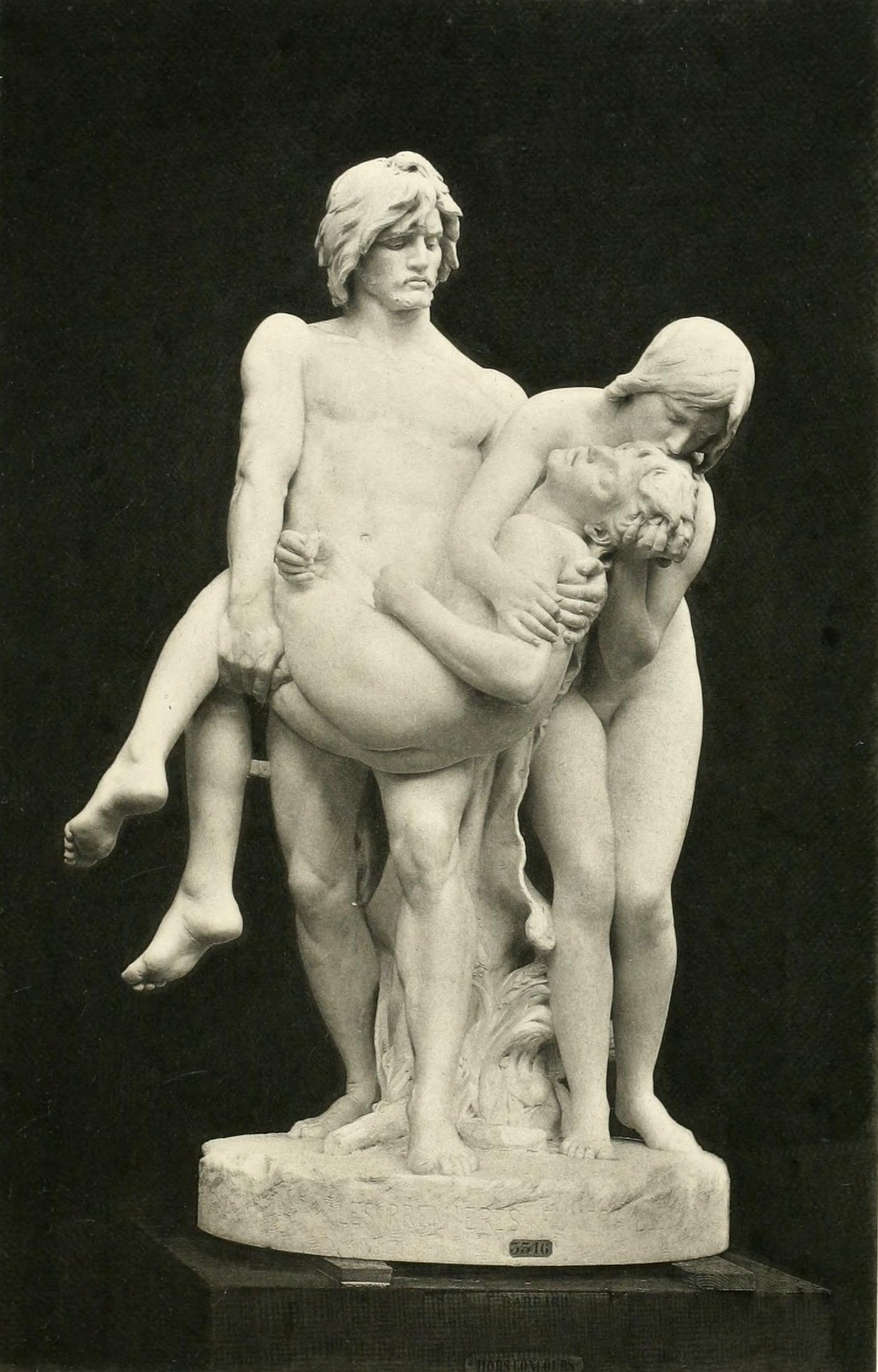
Первые похороны
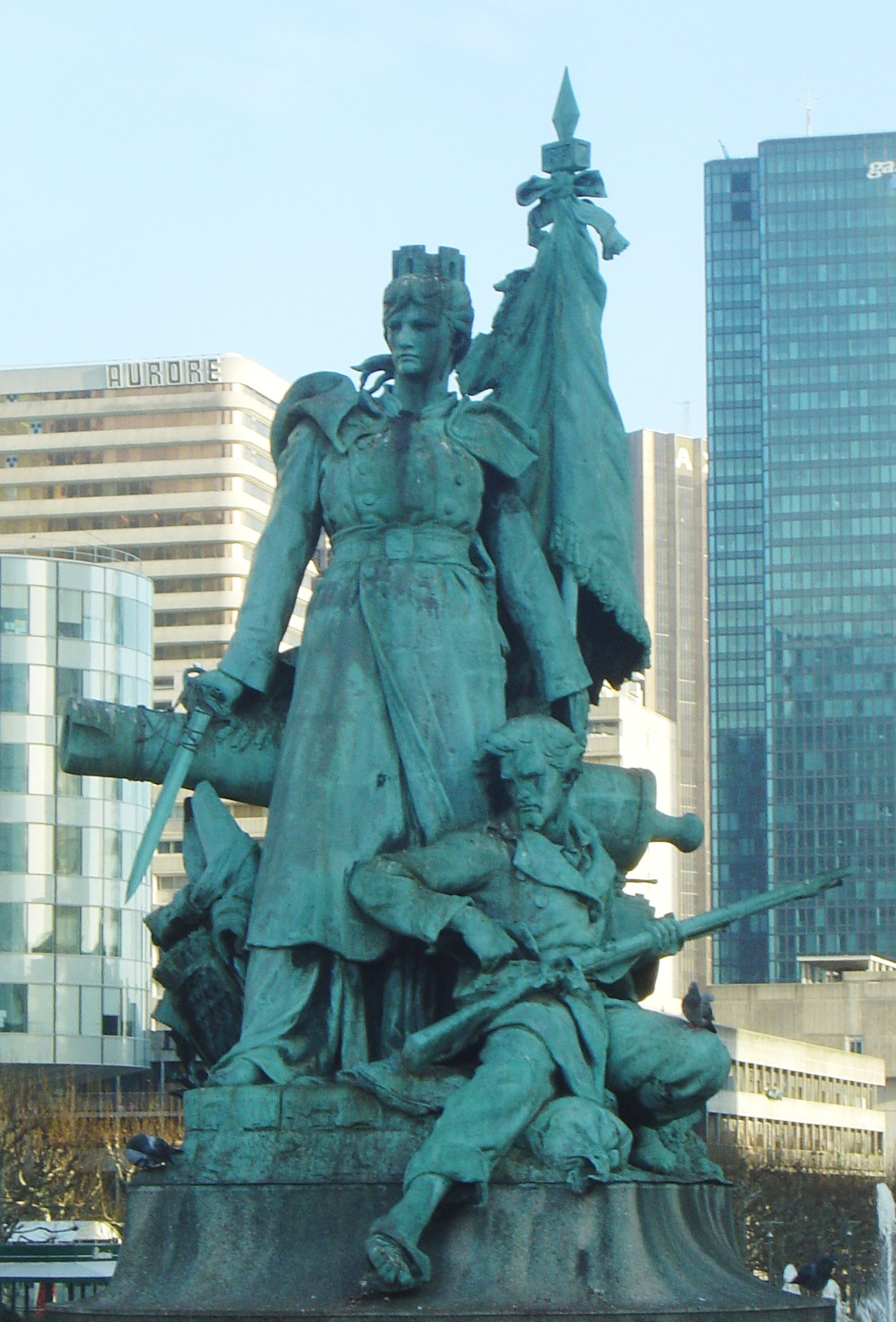
Оборона Парижа
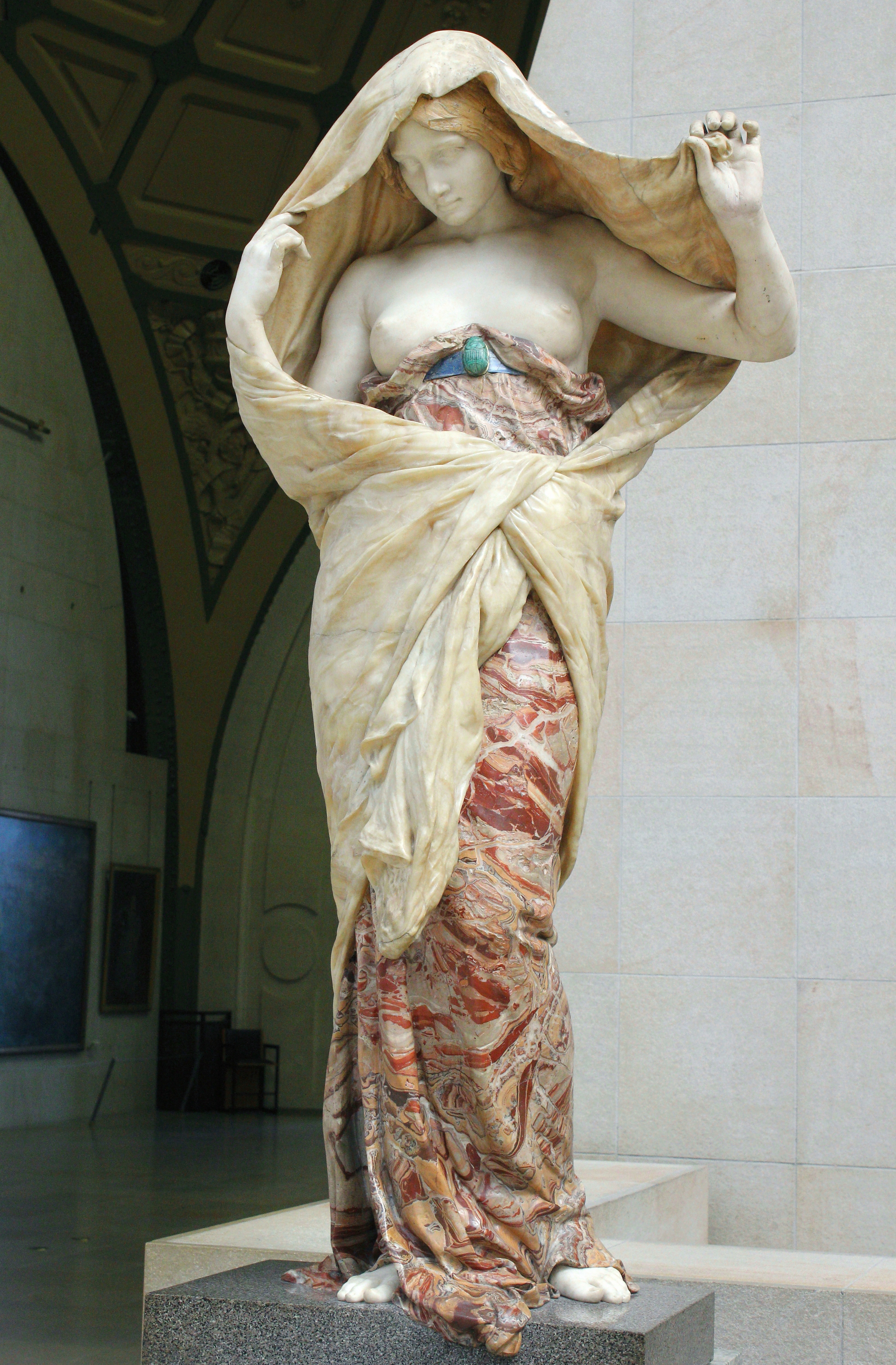
Природа, раскрывающаяся перед наукой
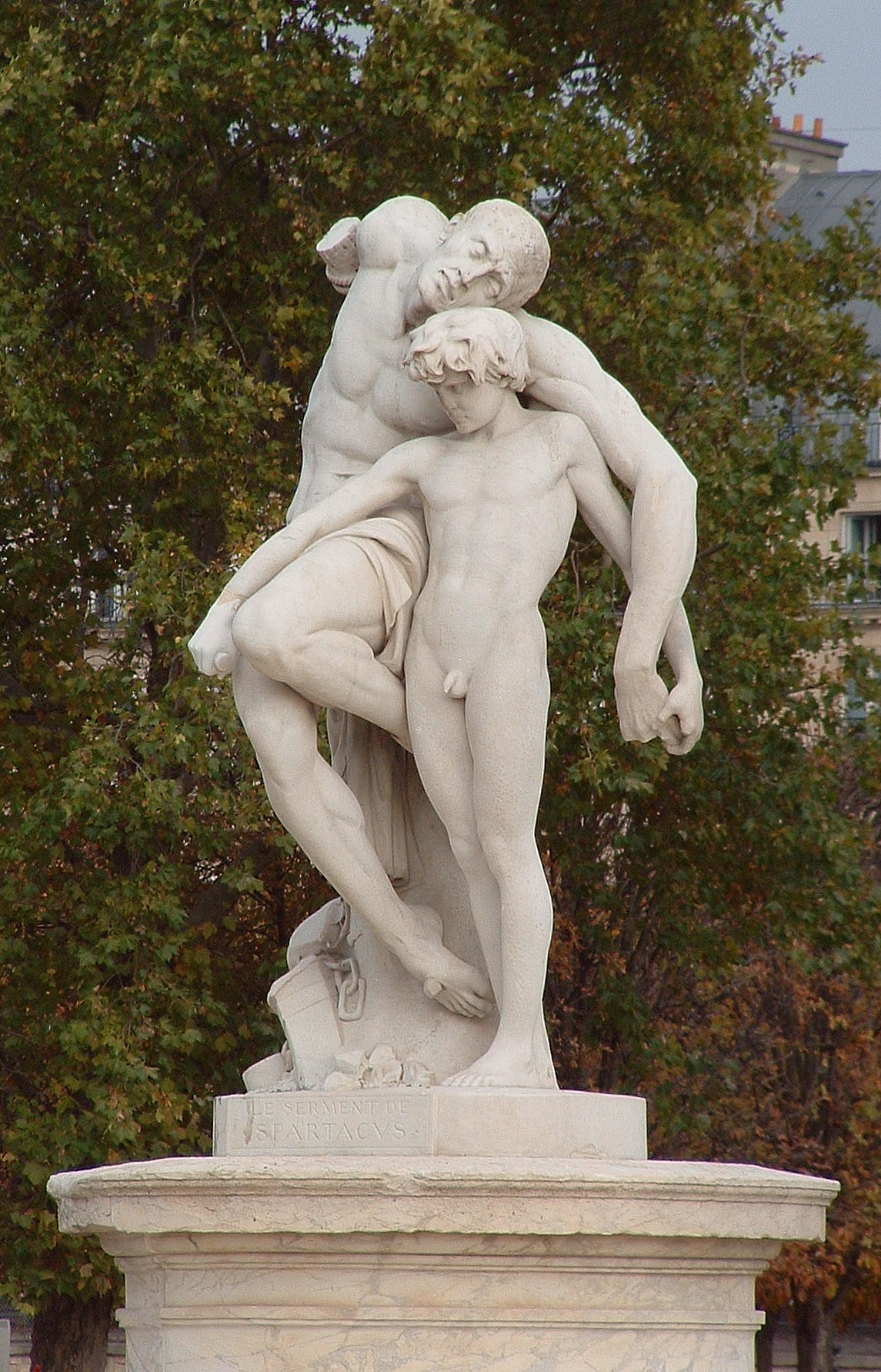
Клятва Спартака
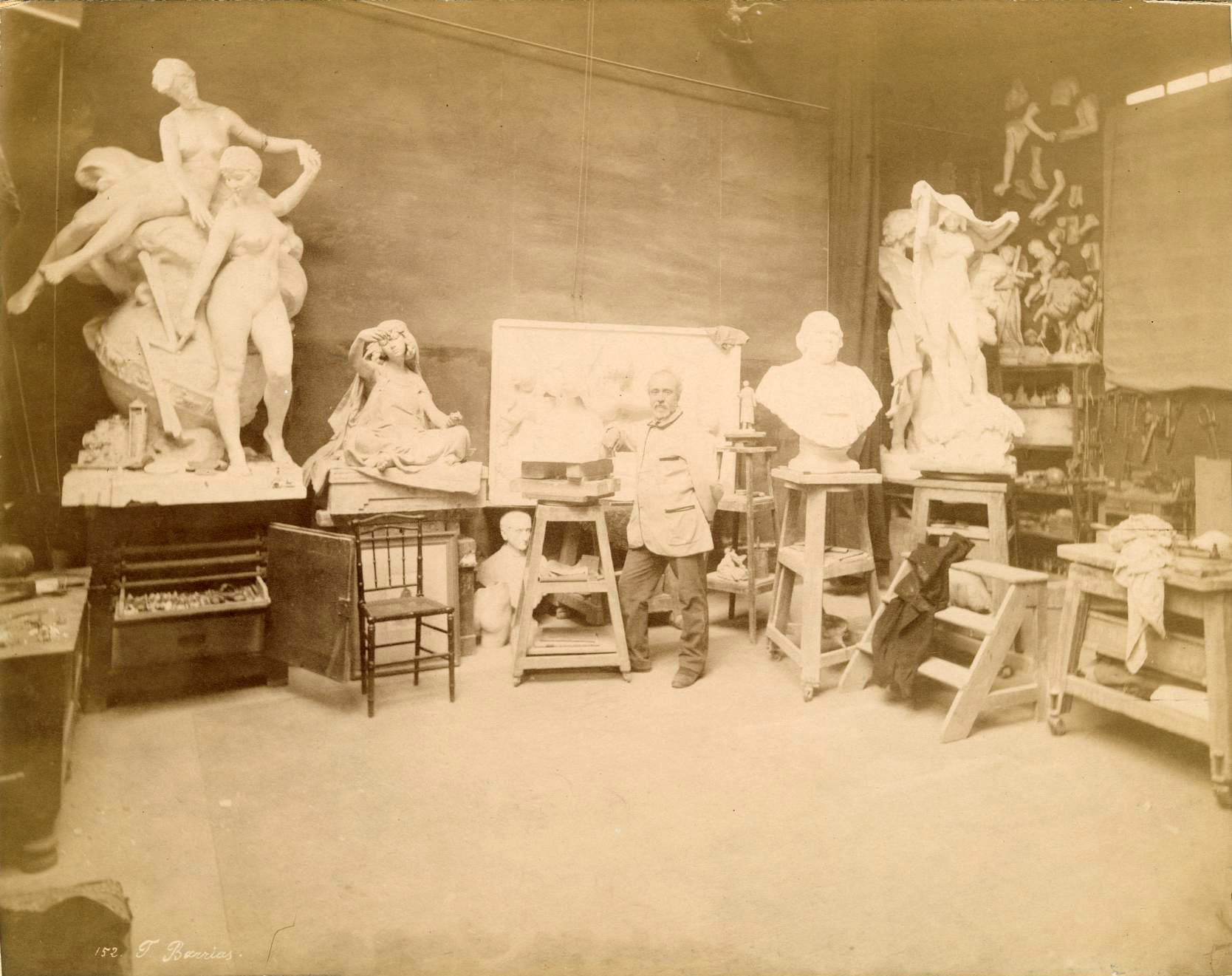
Барриа в своей мастерской в Париже (фотография)